# Елдерейдо (Техас)
Елдерейдо (англ. Eldorado) — місто (англ. city) в США, в окрузі Шлайхер штату Техас. Населення — 1574 особи (2020).

## Географія
Елдерейдо розташоване за координатами 30°51′42″ пн. ш. 100°35′53″ зх. д. / 30.86167° пн. ш. 100.59806° зх. д. (30.861728, -100.597926).  За даними Бюро перепису населення США в 2010 році місто мало площу 3,61 км², уся площа — суходіл.
Приблизно за 7 кілометрів на північний схід від Елдерейдо знаходиться комуна Ранчо «Сподівання Сіону», в якій мешкають послідовники Фундаменталістської церкви Ісуса Христа святих останніх днів. З моменту заснування 2004 і до 2008 року нею керував знаний мормон-педофіл Воррен Джеффс.

## Демографія
Згідно з переписом 2010 року, у місті мешкала 1951 особа в 710 домогосподарствах у складі 521 родини. Густота населення становила 541 особа/км².  Було 838 помешкань (232/км²).
Расовий склад населення:
| - 74,3 % — білих - 1,2 % — чорних або афроамериканців - 0,7 % — корінних американців - 0,2 % — азіатів - 20,4 % — осіб інших рас |

До двох чи більше рас належало 3,2 %. Частка іспаномовних становила 61,3 % від усіх жителів.
За віковим діапазоном населення розподілялося таким чином: 29,9 % — особи молодші 18 років, 57,7 % — особи у віці 18—64 років, 12,4 % — особи у віці 65 років та старші. Медіана віку мешканця становила 34,6 року. На 100 осіб жіночої статі у місті припадало 96,7 чоловіків;  на 100 жінок у віці від 18 років та старших — 95,0 чоловіків також старших 18 років.
Середній дохід на одне домашнє господарство  становив 56 225 доларів США (медіана — 48 125), а середній дохід на одну сім'ю — 65 906 доларів (медіана — 60 357). За межею бідності перебувало 14,0 % осіб, у тому числі 13,7 % дітей у віці до 18 років та 22,0 % осіб у віці 65 років та старших.
Цивільне працевлаштоване населення становило 842 особи. Основні галузі зайнятості: сільське господарство, лісництво, риболовля — 25,4 %, освіта, охорона здоров'я та соціальна допомога — 24,8 %, транспорт — 14,0 %, фінанси, страхування та нерухомість — 7,7 %.